# José Núñez (pelotari)
José Núñez fue un pelotari mexicano. Durante el Campeonato del Mundo de Pelota Vasca de 1952 ganó la medalla de oro en la especialidad de Frontenis junto a Jorge Garibay derrotando a los argentinos R. Novoa y R. Morganti. 